# Venceslao Nasini
Venceslao Nasini (* um 1773; † 8. Dezember 1831 in Rom) war ein italienischer römisch-katholischer Geistlicher, Zisterzienser, Abt und Generalabt.

## Leben und Werk
Venceslao (auch: Wenceslao oder Wenceslas) Nasini trat 1791 in das Kloster Chiaravalle d’Ancona ein, studierte in Rom und wurde 1800 zum Priester geweiht. Er lehrte im Kloster San Bernardo alle Terme und  im Kloster San Lorenzo in Doliolo in San Severino Marche. Ab 1807 arbeitete er als Gutachter der Indexkongregation, ab 1810 als Pfarrer in Chiaravalle d’Ancona. Ab 1818 war er Abt von San Gaudenzio in Rom, ab 1820 von Chiaravalle d’Ancona und von 1826 bis 1830 (als Nachfolger von Giuseppe Fontana) Generalabt der Zisterzienser (Nachfolger: Sisto Benigni). Nasini war ab 1819 Mitglied der 1801 gegründeten Pontificia Accademia di Religione Cattolica („Päpstliche Katholische Akademie“).